# Kanadas statsskuld
Kanadas statsskuld avser det samlade beloppet som Kanadas regering är skyldig innehavarna av obligationer utgivna av Kanadas finansdepartement (engelska: Canadian Treasury Securities). 

## Historik
| År                       | Nettoskuld i miljoner | $ Värde - år 2011 (inflation %) |
| ------------------------ | --------------------- | ------------------------------- |
| 1961-62                  | $14,825               | $113,157 - (663%)               |
| 1970-71                  | $20,293               | $118,228 - (483%)               |
| 1980-81                  | $91,948               | $227,698 - (148%)               |
| 1990-91                  | $377,656              | $550,729 - (46%)                |
| 1996-97                  | $562,881              | $751,754 - (33%)                |
| 2001-02                  | $511,946              | $619,264 - (21%)                |
| 2007-08                  | $457,637              | $481,597 - (05%)                |
| 2008-09                  | $463,710              | $487,562 - (05%)                |
| 2009-10                  | $519,100              | $538,292 - (04%)                |
| 2010-11                  | $551,380              | $551,380 - (0%)                 |
| 2011-12 (förväntad nivå) | $586,000              | -                               |
| 2012-13 (förväntad nivå) | $605,000              | -                               |

| År   | Nettoskuld i miljoner |
| ---- | --------------------- |
| 2012 | $591,917              |
| 2013 | $620,610              |
| 2014 | $626,000              |
| 2015 | $628,910              |
| 2016 | $634,440              |
| 2017 | $651,540              |
| 2018 | $671,524              |
| 2019 | $685,450              |
| 2020 | $721,360              |